# جول كريفي
جول كريفي (بالفرنسية Jules Grévy) : سياسي فرنسي.
ولد جول كريفي بتاريخ 15 آب 1807، في مون سو فودري في منطقة جورا. وتوفي في نفس المنطقة بتاريخ 9 أيلول 1891.
عمل كريفي محامياً. أصبح نائباً في البرلمان وكان في صف الجمهوريين. سجن إثر انقلاب عام 1851. شغل منصب رئيس الجمعية الوطنية من 1871 إلى 1873، ثم رئيساً لمجلس النواب.
كريفي هو رابع رئيس للجمهورية الفرنسية من 30 كانون الثاني 1879 إلى 2 كانون الأول 1887. استقال بعد فضيحة بيع الأوسمة.

## روابط خارجية
- جول كريفي على موقع الموسوعة البريطانية (الإنجليزية)
- جول كريفي على موقع إن إن دي بي (الإنجليزية)